# 9323 Hirohisasato
A 9323 Hirohisasato (ideiglenes jelöléssel 1989 CV1) a Naprendszer kisbolygóövében található aszteroida. Tsutomu Seki fedezte fel 1989. február 11-én.